# Wikimapia
Wikimapia ist eine Weboberfläche, die (Satelliten-)Karten mit einem eingeschränkten Wikisystem ohne Hypertextfunktionen kombiniert. 
Es erlaubt dem Benutzer, Informationen in Form einer Notiz an jede Position der Erde hinzuzufügen. Dazu werden Rechtecke und Polygone auf die Karte gezeichnet und in bis zu 64 Sprachen beschriftet. Das Projekt wurde von Alexander Korjakin und Jewgeni Saweljew gegründet und am 24. Mai 2006 gestartet. 
Neben der Darstellung eigens gerendeter Karten besteht oder bestand die Möglichkeit, auf Kartenmaterial von Google, Bing, OpenStreetMap und Yahoo umzuschalten.

## Trägerschaft
Die Trägerschaft, das Geschäftsmodell und die Ziele der Gründer wurden nicht kommuniziert. Einnahmen werden durch zugeschaltete Google-Adsense-Werbung generiert.
Die erfassten Daten werden seit 2012 unter der freien Lizenz CC-BY-SA angeboten.

## Geschichte
In der ursprünglichen Implementierung gab es keine registrierten Benutzer und keine administrative Hierarchie. Jeder konnte anonym editieren, und es gab keine Mechanismen, problematische Benutzer zu überwachen oder zu disziplinieren.
Seit dem 8. Oktober 2006 wurde ein solches Registrierungssystem eingeführt. Benutzer, die mehr als drei Tage registriert sind, können auch Administrationsaufgaben wie beispielsweise das Ändern der Position und Größe von Objekten, das Löschen und Schützen durchführen. Für das Hinzufügen, Kontrollieren und Korrigieren von Einträgen werden Punkte vergeben. Abhängig vom Punktestand gibt es weitere Rechte, die jedoch von privilegierten Mitgliedern ohne Diskussion entzogen werden können.
Am 2. März 2022 wurde die Seite vorübergehend geschlossen. Am 25. März war die Seite wieder online verfügbar. Im Mai 2022 wurde bekannt, dass der Grund für die Abschaltung der Seite eine DDoS-Attacke war.

### Wachstum
- 01 Million Markierungen:en 16. August 2006[7]
- 10 Millionen Markierungen: 5. Mai 2009
- 20 Millionen Markierungen: 23. Dezember 2012[8]
- 26 Millionen Markierungen: 29. März 2016